# Corps de la paix

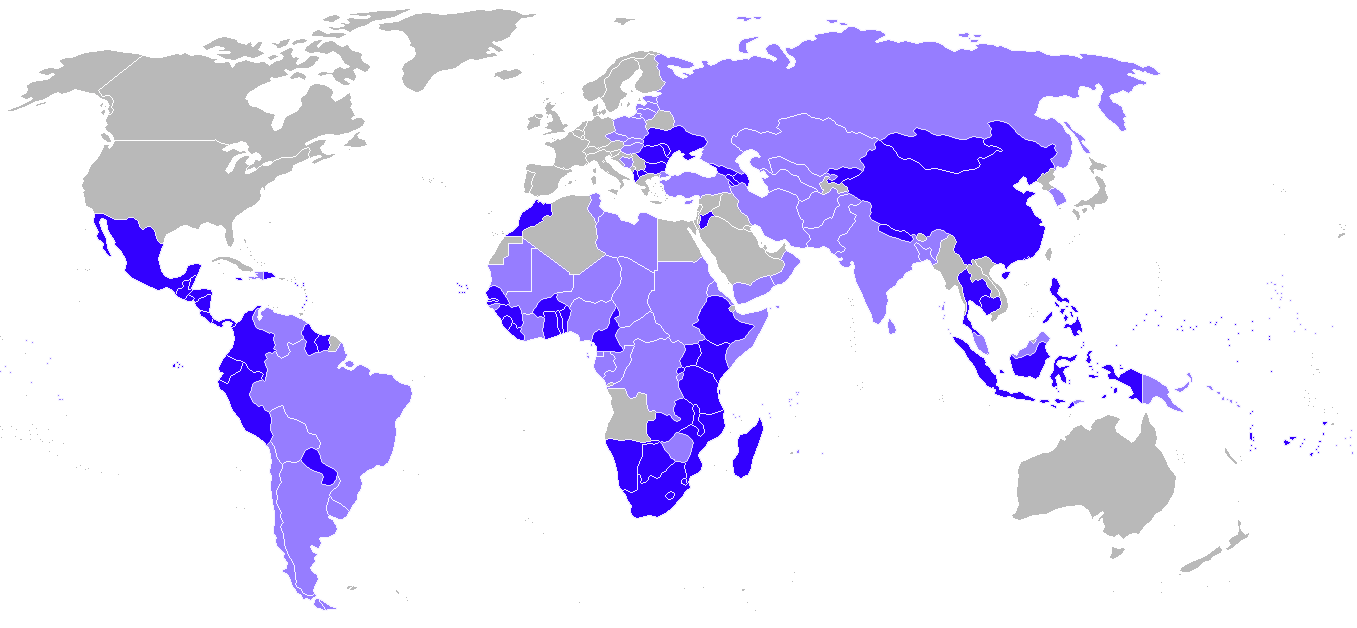
Carte de présence du Corps de la Paix avec en mauve les pays où il a été présent et en bleu où il fut présent en 2009.

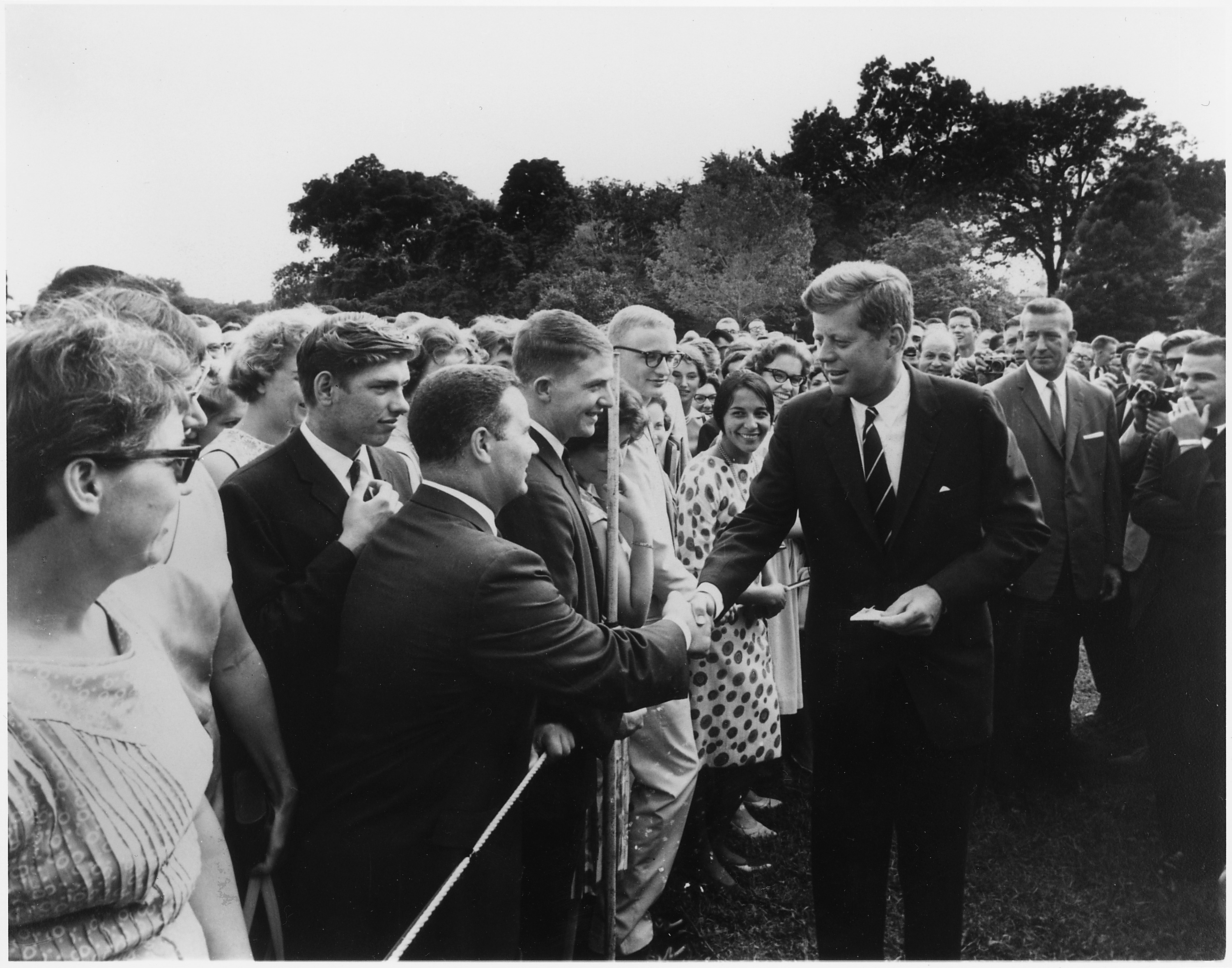
Le président John Fitzgerald Kennedy saluant des volontaires du Peace Corps en 1961.

Le Corps de la paix (Peace Corps en anglais) est une agence indépendante du gouvernement des États-Unis, dont la mission est de favoriser la paix et l'amitié du monde, en particulier auprès des pays en développement. 

## Histoire
Le Peace Corps est créé le 1er mars 1961 par John Fitzgerald Kennedy, à l'instigation d'Hubert Humphrey.
Son premier directeur fut Sargent Shriver. Plus de 200 000 personnes ont servi dans le Corps de la Paix, dans 141 pays différents.

## Missions
Les volontaires du Corps travaillent de concert avec des gouvernements, des écoles, et des entrepreneurs sur des sujets comme l'éducation, la santé, le VIH/SIDA, les affaires, la technologie de l'information, l'agriculture et l'écologie. Ils servent habituellement pendant des périodes de 27 mois.
Officiellement, le programme a trois buts :
1. Aider les personnes des pays intéressés et des secteurs en satisfaisant leurs besoins d'ouvriers qualifiés ;
2. Aider à favoriser une meilleure connaissance de la culture américaine par les habitants des pays desservis par l'agence ;
3. Aider à favoriser une meilleure connaissance de la culture de ces habitants par le peuple américain.

Les volontaires du Corps travaillant à l'étranger doivent d'abord annoncer leur disponibilité aux gouvernements étrangers. Ces gouvernements déterminent alors les secteurs dans lesquels l'organisation peut être impliquée, et l'organisation assortit les tâches demandées à son groupe de demandeurs et envoie ces volontaires avec les qualifications appropriées aux pays qui ont fait la première fois les demandes. Actuellement, les Corps travaillent dans plus de 70 pays.

## Directeurs
- 1961-1966 : Sargent Shriver
- 1966-1969 : Jack Vaughn
- 1969-1971 : Joseph Blatchford
- 1971-1972 : Kevin O'Donnell
- 1972-1973 : Donald Hess
- 1973-1974 : Nicholas Craw
- 1975-1977 : John R. Dellenback
- 1977-1978 : Carolyn R. Payton
- 1979-1981 : Dick Celeste
- 1981-1989 : Loret Miller Ruppe
- 1989-1991 : Paul Coverdell
- 1991-1992 : Elaine Chao
- 1993-1995 : Carol Bellamy
- 1995-1999 : Mark Gearan
- 1999-2001 : Mark L. Schneider
- 2002-2006 : Gaddi Vasquez
- 2006-2008 : Ron Tschetter
- 2009-2012 : Aaron S. Williams
- 2014-2017 : Carrie Hessler-Radelet
- Depuis 2018 : Josephine K. Olsen
- Depuis 2023 : Carol Spahn